# Notre-Dame-du-Bec
Notre-Dame-du-Bec är en kommun i departementet Seine-Maritime i regionen Normandie i norra Frankrike. Kommunen ligger i kantonen Montivilliers som tillhör arrondissementet Le Havre. År 2022 hade Notre-Dame-du-Bec 477 invånare.

## Befolkningsutveckling
Antalet invånare i kommunen Notre-Dame-du-Bec
| Referens: INSEE |